# Vonavona
Vonavona è un'isola nella Provincia Occidentale delle Isole Salomone.